# Milton Margai
Sir Milton Augustus Strieby Margai (ur. 7 grudnia 1895 w Gbangbatoke w dystrykcie Moyamba, zm. 28 kwietnia 1964 we Freetown) – sierraleoński lekarz i polityk, od 1947 wydawca "Sierra Leone Observer", główny minister rządu autonomicznego od 1954, pierwszy premier niepodległego Sierra Leone. Funkcję tę sprawował od 27 kwietnia 1961 do 30 kwietnia 1964; jego bratem był premier Albert Margai.

## Życiorys
Był członkiem plemienia Mende. Wykształcenie zdobywał w szkole misyjnej oraz w Fourah Bay College we Freetown. Następnie wyjechał do Anglii, gdzie podjął studia medycyny w Durham. Mając zawód lekarza, powrócił do Sierra Leone i od 1928 do 1950 praktykował w kolonialnej służbie zdrowia. Po II wojnie światowej zaangażował się w życie polityczne. W 1946 założył Organizację Społeczną Sierra Leone (SLOS). W 1951 Sierra Leone zyskało konstytucję; wtedy to SLOS przeobraziło się w Partię Ludową, której Margai został przewodniczącym. W 1954 został szefem rządu. Podjął współpracę z władzami kolonialnymi, aby zapewnić własnemu krajowi niepodległość, co osiągnął w 1961 w ramach Brytyjskiej Wspólnoty Narodów. W 1959 dostał tytuł szlachecki. W ciągu trzyletniego premierostwa w Sierra Leone Margai dążył do rozwijania instytucji demokratycznych w świeżo powstałym państwie. Niespodziewanie zmarł w 1964, oddając ster rządów swemu bratu Albertowi, który w odróżnieniu od Miltona był katolikiem.